# Buguruslán
Buguruslán (del ruso: Бугуруслан) es una ciudad del óblast de Oremburgo, en Rusia, centro administrativo del raión homónimo. La ciudad está a orillas del río Bolshói Kinel, una afluente del Samara (cuenca hidrográfica) del Volga), se encuentra a 157 km al nordeste de Samara y a 273 km al noroeste de Oremburgo.

## Historia

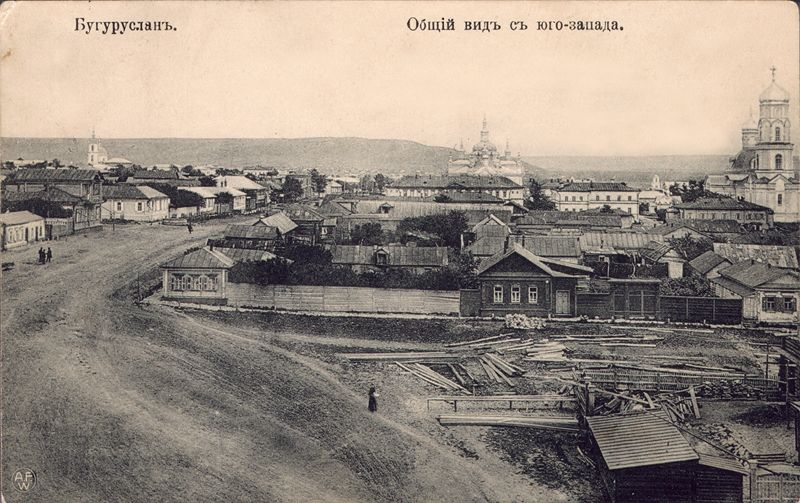
Buguruslán a principios del siglo XX

Su fundación oficial se remonta a 1748, al establecerse campesinos y artesanos rusos en un pueblo bashkir preexistente. El nombre del pueblo de Buguruslán viene del bashkir: Arslan significa "lobos" y Buga, "toro". En 1781, Buguruslán accede al estatus de ciudad, como centro de su propio uyezd (lo será hasta la reforma administrativa de la década de 1920. La ciudad se desarrolló en el siglo XIX como un importante mercado para los cereales, la cera, el cuero, el ganado y la lana.
En 1843, según los registros, Buguruslán tenía 3.589 habitantes. En 1861, la población prácticamente se había duplicado (6.291 habitantes) y la ciudad poseía ya una biblioteca, un instituto y un hospital. La llegada del ferrocarril en 1888, permitió el desarrollo de la industria.
En 1934, con ocasión de una reforma administrativa, la ciudad fue integrada en el óblast de Oremburgo, convirtiéndose en centro administrativo de su propio raión.
Tras el descubrimiento de yacimientos de petróleo en los alrededores de Buguruslán, en 1936, se comenzó a desarrollar la industria de su extracción.

## Demografía
| Gráfica de evolución de Buguruslán entre 1843 y 2020 |
|                                                      |

## Cultura y lugares de interés
En Buguruslán dispone de un teatro, un Museo local y un museo dedicado a Mijaíl Frunze. En el pueblo de Aksákovo, a unos 30 km de la localidad, se encuentra el museo del escritor Sergéi Aksákov.

## Economía y transporte
Al día de hoy, Buguruslán es uno de los centros de la industria petrolífera del área Volga-Ural, y es sede de la empresa de extracción y refinación Buguruslanneft. empresas dedicadas al sector mobiliario, ingeniería mecánica, una fábrica de ropa y compañías del sector alimenticio.
La localidad se encuentra en el ferrocarril Samara-Ufá. También hay una carretera que conduce a Buzuluk.

## Personalidades
- Mordechai Olmert (1908-1998) político israelí.
- Victor Kac (1943-) matemático.